# La Chapelle-Iger
La Chapelle-Iger är en kommun i departementet Seine-et-Marne i regionen Île-de-France i norra Frankrike. Kommunen ligger i kantonen Rozay-en-Brie som tillhör arrondissementet Provins. År 2022 hade La Chapelle-Iger 191 invånare.

## Befolkningsutveckling
Antalet invånare i kommunen La Chapelle-Iger
| Referens: INSEE |